# 세기의 매치
《세기의 매치》(영어: Pawn Sacrifice)는 2014년 공개된 미국의 전기 영화이다. 에드워드 즈윅이 연출했으며 스파이더맨 스타 토비 머과이어가 주인공 보비 피셔 역을 연기한다.

## 줄거리
1972년, 보비 피셔는 편집성 인격장애로 인한 망상에 빠져 자신이 소련 KGB의 감시를 받고 있다고 믿고 호텔 방을 부순다.
20년 전인 1951년 브루클린에서, 피셔의 어머니는 소련 유대인 이민자로, 8살 보비에게 자신이 미국의 마르크스주의 혁명을 지지하기 때문에 FBI의 감시를 받고 있다고 설명한다. 그녀는 보비에게 FBI가 접근할 경우 무엇을 말해야 할지 가르쳐준다.
보비는 체스에 몰두하여 숙련된 선수가 된다. 체스가 집착이 될까 봐 걱정하면서도 그의 어머니는 그를 성인 체스 클럽에 데려가고, 거기서 그는 상주하는 체스 마스터를 감동시키고 제자로 받아들여진다. 보비는 프로 체스 선수권 대회의 세계에 입문하고 곧 역대 최연소 그랜드마스터가 된다.
보비는 방해받는 것을 싫어하여 자주 화를 낸다. 그는 불가리아 바르나에서 열린 팀 토너먼트에 참가하는데, 그곳에서 소련 그랜드마스터들이 세계 체스 연맹과 공모하여 의도적으로 무승부를 하고 있음을 깨닫는다. 이 시스템 때문에 소련 선수가 아닌 선수는 챔피언십에서 이길 수 없다는 격노한 폭언을 퍼부으며 보비는 토너먼트를 그만두고 체스를 포기한다.
보비가 미국으로 돌아오자 변호사 폴 마샬은 그가 토너먼트 규칙을 수정할 수 있도록 프로 보노로 도울 것을 제안하여 피셔에게 미래 토너먼트에서 이길 공정한 기회를 제공한다. 피셔는 프로 체스에 다시 참가하고 전 세계 주니어 체스 선수권 대회 챔피언이자 가톨릭 사제인 윌리엄 롬바르디 신부를 자신의 세컨드로 선택한다. 롬바르디는 보비의 록스타 같은 행동과 불가능한 요구를 진정시키기 위해 고군분투한다.
그의 요구가 받아들여지면서 보비는 전 세계 대부분의 그랜드마스터를 이기고 세계 챔피언십에 가까워지며 미국 대중의 영웅이 된다. 냉전의 절정기에 세계 체스 선수권 대회에 대한 소련의 지배는 공산주의 시스템이 미국 민주주의보다 우월하다는 증거로 선전적으로 이용된다. 미국 대통령 리처드 닉슨과 국무장관 헨리 키신저는 보비의 진전을 면밀히 주시하고 격려한다.
캘리포니아 산타모니카에서 열린 토너먼트에서 보비는 세계 챔피언인 소련 그랜드마스터 보리스 스파스키에게 패배한다. 다음 날 아침, 격분한 보비는 해변에서 스파스키에게 다가가 욕설을 퍼붓는다. 롬바르디는 마샬에게 개인적으로 체스 전략에 대한 과도한 집중이 게임의 가장 위대한 선수들의 정신을 파괴했다고 말한다.
세계 챔피언십을 추구하면서 압력은 보비를 편집증과 망상적 정신증으로 몰아넣는다. 마샬을 만난 자리에서 보비의 누나 조안은 오빠의 편지를 인용하여 공산주의자들이 국제 유대인과 공모하여 자신을 파괴하려 한다고 말한다. 조안은 보비가 유대인임에도 불구하고 이를 믿고 있으며, 마샬에게 보비가 정신과 치료를 받을 수 있도록 주선해 달라고 간청한다. 마샬은 무시하지만, 보비의 붕괴가 심화되자 롬바르디에게 보비가 치료와 약물 치료가 필요하다고 제안하고, 롬바르디는 이를 거부한다.
전 세계의 기자들과 팬들은 아이슬란드 레이캬비크에 모여 보비와 스파스키 간의 역사적인 1972년 세계 체스 선수권 대회 경기를 관전한다. 보비는 첫 경기를 패배하고 두 번째 경기에 나타나지 않아 기권패한다. 보비는 관중의 작은 소음, 카메라 굴러가는 소리, 체스판의 딱딱한 소리에 쉽게 산만해져 극단적인 침묵과 방해 요소 감소를 요구하고, 이는 또 다른 기권패를 초래할 수 있었다. 기권패로 자신의 타이틀을 유지할 가능성에 모욕감을 느낀 스파스키는 소련 측 관계자들에게 보비의 요구를 수용하라고 명령한다.
보비는 비정통적인 전술로 세 번째 경기를 이긴다. 네 번째 경기는 무승부였지만, 스파스키 자신도 편집증 증상을 보이기 시작한 후 보비는 다섯 번째 경기를 이긴다. 전문가들은 다음 경기가 경기 결과의 승패를 결정할 것이라고 추측한다. 여섯 번째 경기에서 보비는 이전에 한 번도 사용하지 않은 오프닝을 사용하여 관중을 놀라게 한다. 그의 영감을 받은 플레이는 스파스키를 놀라게 하고, 스파스키는 기권하고 보비의 승리에 기립박수를 이끈다.
후기에는 보비가 경기를 이겼고 스파스키와의 여섯 번째 경기는 여전히 역대 최고의 체스 경기로 간주된다고 밝혀진다. 그러나 그의 망상은 악화되었고, 그는 자신의 타이틀을 포기하고 2008년에 미국 기소에서 도피한 채 사망했다.

## 출연

### 주연
- 토비 맥과이어
- 리브 슈라이버
- 피터 사스가드
- 릴리 레이브
- 소피 넬리스
- 로빈 웨이거트
- 마이클 스털버그

### 조연
- 에블린 브로처
- 샤뮤스 데이비 핏츠패트릭
- 일리아 볼로크
- 에이든 러브캠프
- 안드레아스 아페지스
- 콘라드 플라
- 아서 홀든
- 스피로 말란드라키스
- 숀 캠벨
- 이고르 오바디스
- 존 맥라렌
- 조나단 듀브스키
- 리처드 주트라스
- 라파엘 그로시-하베이
- 에드워드 양키
- 모리스 디머스

## 기타
- 총괄프로듀서: 케빈 스콧 프레익스
- 총괄프로듀서: 마이클 일리치 주니어
- 총괄프로듀서: 데일 아민 존슨
- 총괄프로듀서: 줄리 B. 메이
- 총괄프로듀서: 글렌 머레이
- 총괄프로듀서: 조셋 페로타
- 총괄프로듀서: 스티븐 J. 리벨
- 총괄프로듀서: 라즈 브린더 싱
- 총괄프로듀서: 크리스토퍼 윌킨슨
- 협력프로듀서: 트로이 푸트니
- 협력프로듀서: 다린 리베티
- 조감독: 실버 버틀러
- 조감독: 스테판 빌
- 조감독: 다린 리베티
- 붐오퍼레이터: 세드릭 샤론
- 믹싱: 톰 플레이쉬먼
- 믹싱: 루이즈 매리언
- 믹싱: 보르가드 네일론
- 사운드슈퍼바이저: 론 벤더
- 세트: 리사 클락
- 세트: 폴 호테
- 특수효과: 루이스 크렉
- 시각효과: 조나단 보이스버트
- 시각효과: 모스타파 배드런
- -스턴트: 팀 코놀리
- 분장: 크리스토프 지라드
- 분장: 폴라 제인 해밀턴
- 분장: 캐시 켈소
- 분장: 마갈리 메티비어
- 의상: 르니 에이프릴
- 의상: 줄리 아미요
- 의상: 마리오 다비뇽
- 의상: 캐서린 젤리나스
- 배역: 빅토리아 토머스
- 배역: 랜디 웰스
- 배역: 크리스 버스타드
- 배역: 앤드리아 케년
- 배역: 캐슬린 초핀
- 프로덕션매니저: 디디에 커뮤녹스